# Podocotyle sinusacca
Podocotyle sinusacca är en plattmaskart. Podocotyle sinusacca ingår i släktet Podocotyle och familjen Opecoelidae. Inga underarter finns listade i Catalogue of Life.